# Zakład wzajemny
Zakład wzajemny – zakład o wygrane pieniężne, polegające na odgadywaniu:
1. wyników sportowego współzawodnictwa ludzi lub zwierząt, w których uczestnicy wpłacają stawki, a wysokość wygranej zależy od łącznej kwoty stawek wpłaconych – totalizatory;
2. zaistnienia różnych zdarzeń, w których uczestnicy (przyjmujący zakład i wpłacający stawkę) wpłacają stawki, a wysokość wygranych zależy od umówionego stosunku wpłaty do wygranej – bukmacherstwo.